# Euphonia chlorotica
La eufonia golipúrpura (Euphonia chlorotica), también denominada tangará común, tangará garganta violácea, o simplemente fin fin en la amazonía peruana, es una especie de ave paseriforme perteneciente a la familia Fringillidae propia de Sudamérica. Compone junto con otras veintiséis especies el género Euphonia.
Puede encontrarse en los siguientes países: Argentina, Bolivia, Brasil, Colombia, Ecuador, Guayana Francesa, Guayana, Paraguay, Perú, Suriname, Uruguay y Venezuela.
Sus hábitats naturales son: bosques subtropicales o tropicales húmedos de baja altitud y bosques secundarios altamente degradados. Como el resto de Eufonías, tiene un fuerte y marcado dimorfismo sexual.